# Straža pri Krškem
Straža pri Krškem este o localitate din comuna Krško, Slovenia, cu o populație de 30 de locuitori.